# Loyal to None
Loyal to None ist das erste Soloalbum des Gitarristen Herman Frank, der früher unter anderem bei Victory war und derzeit bei Accept tätig ist. Das Album erschien am 27. Februar 2009 auf Metal Heaven (im Vertrieb von Soulfood).

## Entstehung
Nach mehr als 30 Jahren als Gitarrist bei verschiedenen Bands, Musikproduzent, Bandcoach und als Herausgeber von Gitarrenlehrvideos und -DVDs entschloss sich Herman Frank ein Soloalbum zu veröffentlichen. Nachdem er seine ersten Ideen Sänger Jiotis Parachidis (ex-Human Fortress, Victory) vorstellte, erklärte sich dieser bereit, darauf zu singen. Die beiden nahmen erste Demoaufnahmen auf und Frank warb den Schlagzeuger Stefan Schwarzmann (Krokus) sowie Bassist Peter Pichl (ex-Running Wild) an, die alte Weggefährten von ihm sind.
Das Album wurde von Herman Frank im Alleingang komponiert und im eigenen Studio, den Arena 20 Studios in Hannover, eingespielt.

## Musikstil
Der Musikstil von Loyal to None ist melodischer Power Metal, der einen Großteil seiner Einflüsse aus den 1980ern bezieht. Die Musik ist sehr gitarrenzentriert und enthält typische Elemente ähnlicher Alben von Sologitarristen: schnelles Gitarrenspiel, Tremolo und häufige Variationen. Die Musik ist meist sehr schnell gehalten und weicht nur wenige Male eher Midtempo-orientierten Stücken oder Liedern mit eher hymnischem Charakter. Allerdings wurde in den Reviews festgestellt, dass Franks Solos im Gegensatz zu anderen Alben von Gitarristen in erster Linie songdienlich sind und keinen Selbstzweck darstellen.

## Titelliste
1. Moon II – 5:26
2. 7 Stars – 4:18
3. Father Buries Son – 3:59
4. Heal Me – 5:05
5. Hero – 5:23
6. Kill the King – 4:45
7. Down to the Valley – 4:42
8. Bastard Legion – 4:05
9. Metal Gods  – 4:11
10. Welcome to Hell – 3:55